# Birgit Fischer (Kanutin)
Birgit Fischer (* 25. Februar 1962 in Brandenburg (Havel)) ist eine ehemalige deutsche Kanutin. Mit acht Gold- und vier Silbermedaillen ist sie hinter Isabell Werth die zweiterfolgreichste deutsche Olympionikin.

## Privates
Birgit Fischer wurde als drittes von vier Kindern geboren. Sie besuchte ab 1968 zunächst die polytechnische Oberschule und wechselte auf Grund ihrer sportlichen Talente 1975 auf die Kinder- und Jugendsportschule (KJS) in Brandenburg (Havel). Mit der Verlegung dieser Schule 1976 nach Potsdam zog sie in das Internat des Armeesportklubs Vorwärts Potsdam, an den diese KJS angeschlossen war. 1982 beendete Birgit Fischer die Schule mit dem Abitur (auf Grund der Zeitanforderungen an den Leistungssport gab es vom normalen Schulablauf abweichende Zeitpläne, so dass der erfolgreiche Schulabschluss meist einen längeren Zeitraum erforderte).
Birgit Fischer war von 1984 bis 1993 mit dem Kanurennsportler Jörg Schmidt verheiratet und hat aus dieser Ehe einen Sohn und eine Tochter. Heute lebt sie mit ihrer Familie in Brandenburg an der Havel und in Bollmannsruh (Gemeinde Päwesin) am Beetzsee.
Ihr älterer Bruder Frank Fischer sowie dessen Tochter Fanny Fischer sind ebenfalls erfolgreiche Kanuten.
Im Jahr 2006 engagierte sie sich als „Bootschafterin“ für die Deutsche Gesellschaft zur Rettung Schiffbrüchiger (DGzRS). Der jährliche wechselnde „Bootschafter“ stellt sich für seine Amtsperiode ehrenamtlich für Werbemaßnahmen der im Wesentlichen aus Spendengeldern finanzierten DGzRS zur Verfügung.

## Ausbildung und Beruf
Als Mitglied des ASK Potsdam war Birgit Fischer seit 1980 gleichzeitig Armeeangehörige (Berufsoffizier) der NVA in der Dienststellung Sportinstrukteur, die sie bis 1990 (letzter Dienstgrad Major) innehatte. 1982 begann Birgit Fischer ein Studium der Rechtswissenschaft, brach es jedoch wegen des Leistungssports 1983 ab. Dafür begann sie 1984 ein Studium der Sportwissenschaft an der Deutschen Hochschule für Körperkultur (DHfK) in Leipzig, das sie 1991 (wegen der Abwicklung der DHfK) an der Universität Leipzig als Diplomsportlehrerin abschloss. Ein Zusatzstudium zur Theorie und Methodik des Sportunterrichts absolvierte sie 1991 erfolgreich an der Universität Potsdam. 1999/2000 absolvierte sie einen zweijährigen Fernlehrgang zur Sport- und Tourismusmanagerin am IST-Studieninstitut in Düsseldorf. Sie gründete am 1. März 2004 ihr Unternehmen KanuFisch.

## Sportliche Laufbahn

### Chronologie
Im Alter von sechs Jahren kam Birgit Fischer wie ihre Brüder durch ihren Vater Karl-Heinz Fischer zum Kanurennsport und wurde Mitglied in der BSG Stahl Brandenburg. Ihr Vater war auch ihr erster Übungsleiter. Ihr zweiter und wichtiger Trainer war von 1970 bis 1975 Harald Brosig, der sie so entscheidend förderte, dass sie zur KJS delegiert werden konnte. Dort im ASK Vorwärts Potsdam wurde sie bis zu ihrem vorläufigen Karriereende 1988 von Lothar Schäfer trainiert.
Ihr erstes olympisches Gold gewann Birgit Fischer 1980 in Moskau im Team der DDR im Einer-Kajak über 500 Meter, ihr letztes 2004 in Athen im Vierer-Kajak ebenfalls über 500 Meter. Bei den Olympischen Spielen 2000 in Sydney war sie die Fahnenträgerin der deutschen Mannschaft bei der Eröffnungsfeier – bei den vorherigen Spielen in Atlanta trug sie die deutsche Fahne bei der Schlussfeier ins Stadion. Keine andere Sportlerin war über einen so langen Zeitraum so erfolgreich in einer olympischen Sportart. Mit dem Erringen von acht Goldmedaillen ist Birgit Fischer zweiterfolgreichster deutscher Olympiateilnehmer. In der Geschichte der Olympischen Spiele waren lediglich acht Sportler erfolgreicher (Stand: August 2024).
Insgesamt wurde Birgit Fischer 27-mal Weltmeisterin, achtmal Olympiasiegerin und zweimal Europameisterin.
Seit Januar 2005 startete Birgit Fischer wieder für ihren ursprünglichen Verein, jetzt WSV Stahl Brandenburg, dessen Ehrenmitglied sie bereits seit Anfang der 1990er Jahre ist.
Im Sommer 2007 hatte sie angekündigt, einen Comebackversuch zu starten, um an den Olympischen Sommerspielen in Peking 2008 teilzunehmen. Im Februar 2008 teilte sie mit, dass sie auf Grund gestiegener beruflicher Verpflichtungen nicht in der Lage sei, regelmäßig in dem erforderlichen Umfang zu trainieren, und deshalb dieses Vorhaben aufgibt.
Im Herbst 2011 gab sie bekannt, im Frühjahr 2012 erneut um einen Platz im deutschen Olympiateam kämpfen zu wollen, musste aber wegen gesundheitlicher Probleme aufgeben.

### Erfolgsbilanz bei Olympischen Spielen
Birgit Fischer nahm seit 1980 an insgesamt sechs Olympischen Spielen teil. Nur 1984 bei den Sommerspielen in Los Angeles konnte sie wegen des Boykotts mehrerer Länder des Ostblocks, inklusive der DDR, nicht teilnehmen. Sie gewann bei ihren Teilnahmen insgesamt zwölf olympische Medaillen, davon achtmal Gold. Ihre Dominanz in einer olympischen Sportart über so viele Jahre brachte Birgit Fischer sogar einen Eintrag ins Guinness-Buch der Rekorde ein.
- 1980 Moskau
  - Kajak-Einer 500 m Goldmedaille

- 1988 Seoul
  - Kajak-Zweier 500 m Goldmedaille
  - Kajak-Vierer 500 m Goldmedaille
  - Kajak-Einer 500 m Silbermedaille

- 1992 Barcelona
  - Kajak-Einer 500 m Goldmedaille
  - Kajak-Vierer 500 m Silbermedaille

- 1996 Atlanta
  - Kajak-Vierer 500 m Goldmedaille
  - Kajak-Zweier 500 m Silbermedaille

- 2000 Sydney
  - Kajak-Vierer 500 m Goldmedaille
  - Kajak-Zweier 500 m Goldmedaille

- 2004 Athen
  - Kajak-Vierer 500 m Goldmedaille
  - Kajak-Zweier 500 m Silbermedaille

- Bei den Olympischen Sommerspielen 2008 in Peking war Birgit Fischer nicht mehr als Aktive, sondern als Expertin für den Fernsehsender ZDF tätig. Sie begleitete die Fernsehübertragungen der Kanu-Wettbewerbe live aus dem  Olympischen Ruder- und Kanupark Shunyi.

## Politik
Fischer engagiert sich für die FDP und kandidierte bei der Europawahl 1999 auf Listenplatz zwei als unabhängige Kandidatin der Liberalen, ohne FDP-Mitglied zu sein. Die FDP verpasste jedoch den Sprung ins Europäische Parlament.
Im Kuratorium der Stiftung Liberales Netzwerk wirkt Birgit Fischer mit, außerdem ist sie im Bereich Naturschutz vielfältig engagiert. Im August 2007 stellte sie sich außerdem für ein Anzeigenmotiv der Initiative Neue Soziale Marktwirtschaft zur Verfügung.

## Auszeichnungen
- 1980: Vaterländischer Verdienstorden in Silber[4]
- 1984: Vaterländischer Verdienstorden in Gold[5]
- 1988: Großer Stern der Völkerfreundschaft
- 1993, 1995, 1996, 1998: Sportlerin des Jahres von Brandenburg[6]
- 1997: Georg von Opel-Preis
- 1998: ND-Sportlerin des Jahres[7]
- 2000: ND-Sportlerin des Jahres[7]
- 2000: Berlins Sportlerin des Jahres
- 2001: Verdienstorden des Landes Berlin
- 2002: Verdienstmedaille des Landes Baden-Württemberg
- 2004: Ehrenbürgerin der Stadt Brandenburg an der Havel
- 2004: ND-Sportlerin des Jahres[7]
- 2004: Sportlerin des Jahres in Deutschland
- 2005: Silbernes Lorbeerblatt
- 2008: Aufnahme in die Hall of Fame des deutschen Sports
- 2014: Verdienstorden des Landes Brandenburg